# Eenterm
In de algebra is een eenterm, monoom of monomium een polynoom die slechts uit één term bestaat.
Anders gezegd: een eenterm is het product van een coëfficiënt met een of meer positieve machten van variabelen.

## Schrijfwijze
Omdat er geen verwarring mogelijk is, wordt het vermenigvuldigingsteken meestal weggelaten. De coëfficiënt {\displaystyle 1} en de exponent {\displaystyle 1} worden meestal ook weggelaten. Dus {\displaystyle 7ab} betekent: zevenmaal de veranderlijke {\displaystyle a} (tot de macht {\displaystyle 1}) maal de veranderlijke {\displaystyle b} (eveneens tot de macht {\displaystyle 1}). In deze eenterm is de coëfficiënt gelijk aan {\displaystyle 7} en staan de veranderlijken {\displaystyle a} en {\displaystyle b} beide in de eerste macht.
Voorbeelden van eentermen:
{\displaystyle a,\,a^{2},\,7ab,\,-5a^{2}b^{4}}
Elke veelterm is een som van eentermen; bijvoorbeeld, de uitdrukking
{\displaystyle \ 5x^{3}+7x^{2}-2x-10}
is uit de volgende eentermen opgebouwd: 
{\displaystyle 5x^{3},\,7x^{2},\,-2x^{1},\,-10x^{0}}

## Graad van een eenterm
De graad van een eenterm is de som van de exponenten in de machten van de variabelen. Afzonderlijke coëfficiënten (zonder variabele) hebben graad 0. Voor de bijzondere eenterm 0 worden verschillende conventies gehanteerd: soms kent men hieraan de graad {\displaystyle -1} toe, soms {\displaystyle -\infty }.
De graad van de eenterm {\displaystyle -5a^{2}b^{4}} is gelijk aan {\displaystyle 2+4=6}.
De afzonderlijke exponent van één veranderlijke noemt men ook de graad van de eenterm in die veranderlijke. Bovenstaande eenterm is van de tweede graad in {\displaystyle a} en van de vierde graad in {\displaystyle b}. De (totale) graad van de eenterm is dus de som van de graden in alle veranderlijken afzonderlijk. Als een variabele niet voorkomt in de eenterm, zegt men ook dat de eenterm de graad 0 heeft in die veranderlijke.

## Bewerkingen op eentermen
De tegengestelde eenterm is de eenterm die men bekomt door de coëfficiënt te vervangen door zijn tegengestelde (invers element voor de optelling).
{\displaystyle -\left(7ab\right)=(-7)ab}
Het product van twee eentermen is opnieuw een eenterm. De graad van het product in iedere gegeven veranderlijke is de som van de graden van de afzonderlijke eentermen in diezelfde veranderlijke. De totale graad van het product is de som van de totale graden van de afzonderlijke eentermen.
{\displaystyle \left(7ab\right).\left(-5a^{2}b^{4}\right)=(-35)a^{3}b^{5}}
De som van twee eentermen is niet altijd een eenterm: dit gebeurt alleen als elke veranderlijke met precies dezelfde exponent voorkomt in beide op te tellen eentermen. In het andere geval noemt men het resultaat soms een tweeterm. In elk geval is de som van twee of meer eentermen steeds een polynoom.
{\displaystyle \left(7ab\right)+\left(2ab\right)=9ab}
{\displaystyle \left(7ab\right)+\left(a^{2}\right)=7ab+a^{2}}
In alle bovenstaande voorbeelden kunnen de haakjes en de punt als vermenigvuldigingsteken worden weggelaten.

## Alternatieve definitie
In delen van de literatuur wordt een eenterm gezien als louter bestaand uit een product van variabelen (dus zonder de coëfficiënten). Als men deze conventie volgt, dan hebben eentermen de volgende eigenschap.
Beschouwt men de veeltermring {\displaystyle K[X_{1},\,\dots ,X_{n}]} in {\displaystyle n} variabelen {\displaystyle X_{1},\,\dots ,X_{n}} over een lichaam {\displaystyle K\,} als een vectorruimte over {\displaystyle K}, dan is de verzameling van eentermen een basis van deze vectorruimtes.
In het specifieke geval van een enkele variabele {\displaystyle X\,} bestaat deze basis dus uit de eentermen 
{\displaystyle 1,\ X,\ X^{2},\ X^{3},\ \ldots }